# Mademoiselle Josette, ma femme (film, 1933)
Pour les articles homonymes, voir Mademoiselle Josette, ma femme (homonymie).
Mademoiselle Josette, ma femme est un film français réalisé par André Berthomieu, sorti en 1933, adaptation de la pièce homonyme de Paul Gavault et de Robert Charvay.
Le réalisateur du film tournera en 1950 un remake du film sorti en février 1951 avec Odile Versois et Fernand Gravey dans les rôles principaux.

## Fiche technique
- Réalisateur : André Berthomieu
- Auteur de l'œuvre originale : Robert Charvay, Paul Gavault
- Société de production : Les Films de France
- Décors : Jean d'Eaubonne
- Photographie : Jean Bachelet, Jean Isnard
- Ingénieur du son : Tony Leenhardt, Robert Biart
- Musique originale : Georges van Parys, notamment le foxtrot Jeunes mariés
- Maquillage : Hagop Arakelian
- Effets spéciaux : Paul Minine
- Directeur de production : Maurice Simon
- Société de production : Films de France
- Format : Noir et blanc - Son mono - 1,37:1
- Genre : Comédie
- Durée : 84 minutes
- Date de sortie : 
  - France : 7 avril 1933

## Distribution
- Annabella : Josette
- Jean Murat : André Ternay
- Edith Méra : Myrianne
- Jean Marconi : Valorbier
- Victor Garland : Joe Jackson
- Gaston Mauger : Dupré
- Blanche Denège : Madame Dupré
- Henri Trévoux : le directeur
- Pierre Etchepare : Panard
- Jean Diéner : Dutilleul
- Paul Velsa : Prosper
- Arletty
- Jacques Pills
- Georges Tabet